# Antigua Sinagoga de Eshtemoa
La Antigua Sinagoga de Eshtemoa está ubicada a 15 km al sur de Hebrón, en As-Samu, Cisjordania, y se refiere a los restos de una antigua sinagoga palestina que data de alrededor de los siglos IV y V DC.
Estemoa, identificada como la moderna As-Samu, era una antigua ciudad mencionada en la Biblia (Josué 21:14). Durante el período romano y bizantino, Estemoa fue descrito como un gran pueblo judío.
Después de la conquista musulmana de Siria, la sinagoga fue convertida en mezquita, y se le añadió un mihrab. El mihrab se construyó sobre un banco que corría a lo largo de la pared sur. De acuerdo con la tradición local, esta adición ocurrió durante la conquista de Saladino, más que durante la anterior conquista musulmana de Levante.
Los restos de la sinagoga fueron identificados por LA Mayer y A. Reifenberg en 1934.